# Solstorm (film)
Solstorm är en svensk film från 2007, baserad på Åsa Larssons debutroman Solstorm. Den spelades in i Kiruna med start i mitten av mars 2007. Datumet för biopremiären var 2 november 2007.
Kimmo Rajala mottog en Guldbagge för särskilda insatser i filmerna Solstorm och Arn – Tempelriddaren.

## Handling
I Kirunas vinterlandskap mördas frikyrkopastorn Viktor Strandgård. Han ligger på rygg i Kraftkälla Kyrka och ser norrskenet genom takfönstren medan hans liv tynar bort.
Rebecka Martinsson är advokat i Stockholm och hon får ett telefonsamtal från sin barndomsvän Sanna. Hon har just funnit sin bror brutalt ritualmördad i kyrkan och vädjar om Rebeckas hjälp.
Motvilligt återvänder Rebecka till sin barndomsstad och sina traumatiska minnen av åtrå och beundran för frikyrkans karismatiska ledare som hon med möda gjort sig fri ifrån.

## Rollista

### Huvudroll
- Izabella Scorupco - Rebecka Martinsson

### Övriga roller i urval
- Maria Sundbom - Sanna Strandgård
- Saga Larsson - Lova Strandgård
- Sandra Engström - Sara Strandgård
- Mikael Persbrandt - Thomas Söderberg
- Suzanne Reuter - Kristina Strandgård
- Krister Henriksson - Olof Strandgård
- Jakob Eklund - Måns Wenngren
- André Sjöberg - Viktor Strandgård
- Lena B. Eriksson - Anna-Maria Mella
- Göran Forsmark - Sven-Erik Stålnacke
- Antti Reini - Vesa Larsson
- Annika Olsson - Maja